# Градска градина (Попово)
Вижте пояснителната страница за други значения на Градска градина.

Градската градина е името на централния парк на българския град Попово.

## История на парка
Идеята за създаването ѝ се ражда в началото на 20 век – 10 октомври 1902 г. от членовете на новосъздаденото поповско туристическо дружество „Сакар тепе“, но те не успяват да я реализират. Подета е от колоездачното дружество, което на 28 юли 1907 г. получава от Общинския съвет 4 дка общинска мера в местността Дьоллюк, в югоизточната част на града, до жп линията за изграждане на колодрум, с който се поставя и началото на самата Градска градина.
През 1908 г. по време на изкопни работи за добиване на пясък в местността Крушаците, граничеща със земята отредена за Градска градина бликва изворна вода от изкопите. При извора била заведена една гостуваща на града ясновидка от град Сливен, която го обявява за лековит и обяснява, че при него в стари години е имало манастир. Мястото, провъзгласено за „Аязмо“ с лековита и свята вода и осветено през лятото на същата година от няколко свещеника, става притегателно за болни и здрави хора от всички краища на България и поставя началото и на Поповския русалски панаир.
През 1909 г. започва реализацията на другата идея на поповчани – построяването на православен параклис до Аязмото, носещ името „Рождество на Пресвета Богородица“.
През 1912 г. в градината общината открива питейно заведение, предлагащо кафе, чай и разхладителни напитки.
Постепенно със средства на Общината започва подмяната на естествената растителност в парка с декоративни дръвчета, храсти, цветя и оформянето на алеите и пътеките, а от 1914 г. в Градската градина има вече и щатен градинар. Той и неговите приемници полагат много усилия тя да се превърне в истински парк. В края на 20-те г. на 20 век се извършва електрификацията на Градината със средства на Популярна банка – Попово и се изгражда масивен Бюфет (ресторант), а през 1940 г. в градината се построява модерен цветарник и разсадник.
Много от идеите на старите поповчани, свързани с Градската градина не били реализирани. Предвиждало се създаването на цял атрактивен комплекс с мотел, плаж, басейн, казино, открит театър и др. И така отвоювана от осъзнати люде на някогашния градец Попово от мерата за добитъка и малка дъбова горичка. Градската градина навлиза сериозно в културния живот на поповчани. Там се извършвали неделните разходки, празниците, колоездачните състезания, а по-късно след построяването на стадиона и футболните мачове. Градината се превръща в място за срещи, показване на новите модерни европейски тоалети, трапези в празничните дни и др. Имало е и музикален оркестър, който предавал романтично настроение.
Постепенно планирана, променяна и поддържана, тя се превръща в любимо място за отдих, празници и спорт, а в по-ново време се увеличават и зелените и площи на изток и север, стигащи почти до язовир „Каваците“. Около нейните алеи днес се срещат широколистните дървета: ясен, явор, софора, чинар, бреза, топола, конски кестен и гинкобилоба и иглолостните: черен бор, бял бор, веймутов бор, хималайски бор, смърч, ела, кедър и туя. Тук растат още японска вишна, декоративна ябълка, различни видове храсти, рози и мн. др.
И днес Градската градина е любимо място за почивка и разходка на малки и големи по сенчестите ѝ алеи. В нея функционират детска площадка с люлки и пързалки, две чешми, шадраванче, малко лятно кафе, а от лятото на 2007 г. и модерен комплекс с обновен открит плувен басейн, кафе-бар с ресторант.

## Цялостното му обновяване
На 22 ноември 2011 г., след спечелен от Община Попово проект бе направена първата копка най-мащабното за съществуването на този парк архитектурно-ландшафтно обновяване. Цялостно бе подменена и разширена канализацията, водопроводите, осветлението и парковата мебел. Премахнати са част от болните дървета и клони, а тези от тях които все още могат да се спасят са лекувани. След приключването на изкопните работи на свой са обновени и преасфалтирани старите алеи като са създадени многобройни нови, останали само трасирани в миналото. Мащабното обновяване на Градската градина доведе до появата на още 2000 подходящи за парка и климата дървета и храсти и приключи в началото на зимата на 2011 г. Последната част от растенията бяха засадени през пролетта на 2012 г.
Днес паркът е ограден, поставени са многобройни закрити беседки, изградени са детски кътове и други удобства за посетителите и почиващите в там. Работното му време е от 06.00 до 22.00 часа.

## Забрани
Посетителите на Градската градина трябва да знаят и спазват следните забрани, нарушаването на които водят до парични и др. санкции:
- Повреждането, отсичането и изкореняването на дървета и храсти от територията на парк „Градска градина“;
- Трайното увреждане и косенето на тревните площи, късането и изваждането на цветя на територията на парк „Градска градина“;
- Убиването на представителите на парковата фауна (гълъби, гугутки, пойни птици и други животни), унищожаването на техните яйца, местообитания, укрития и гнезда на територията на парк „Градска градина“;
- Разместването и повреждането на декоративни съоръжения и скулптурни елементи, чешми, фонтани, пейки, маси, мостчета, беседки, осветителни тела, съоръжения за детски и спортни игри и указателни табелки, както и спането по пейките и беседките, и къпането във фонтанитем
- Рисуването, писането и драскането по фасади, градински и паркови настилки, парковата мебел, съоръженията и други публични и частни обекти, освен на определените за целта места;
- Ползването на съоръженията по детските площадки от лица, чиято възраст не съответства на максималната допустима възраст, посочена на указателните табели, разположени в непосредствена близост до съответното съоръжение;
- Разхождането на кучета на територията на учебните, детските и здравните заведения, кварталните детски спортни площадки, както и в парк „Градска градина“ – гр. Попово, с изключение на местата, определените със заповед на кмета на Община Попово;
- Влизането, движението и паркирането на МПС в паркове, алеи, детски и спортни площадки, зелени площи и пешеходни зони;

## Галерия (от обновяването на парка)
- Полагане на канализацията
- Ремонт на старите алеи
- Подготвяне на нови алеи
- Подготвяне за асфалтиране
- Полагането на асфалта
- Ремонт на шадравана
- Новото осветление
- Новите градини
- Ограждането на парка
- Ремонтираният шадраван
- Обновените стари алеи
- Новите алеи през есента